# Eufonius
eufonius（ユーフォニアス）は、日本のアニメ、ゲームソング中心に活動をしている音楽ユニット。また、同ユニットのメンバー、riyaの作曲、ボーカル名義として使われることもある。略称はeufo。

## メンバー
- riya - ボーカル・作詞・作曲
- 菊地創（2023年死去）- 作曲・編曲・キーボード・パーカッション

## 概要
音系同人グループで歌手として活動していたriyaと、ゲーム・アニメ関連音楽の作・編曲家として活動していた菊地がインターネット上で知り合って2004年に結成した。グループ名は、英語で「高音調の、耳に快い」を意味する形容詞「euphonious」をもじったものである。
音楽即売会「M3」や「コミックマーケット」などで、インディーズ活動を行ったのち、楽曲提供やシングル「はばたく未来」を経て、メジャーにも進出した。自主制作CDは販売元を大手同人ショップに移して、メジャーデビュー後の現在も発売し続けている。
メジャーデビュー以降数々のアニメ及びゲーム主題歌を担当。
AnimagiC 2018 ではドイツにて初の海外公演を行う。主題歌から劇伴まで手がける音楽ユニットである。
2023年11月16日、菊地が急性心不全のため死去。

## ディスコグラフィ

### シングル
|      | 発売日         | タイトル                      | 規格品番   | オリコン 最高位 |
| ---- | -------------- | ----------------------------- | ---------- | --------------- |
| 1st  | 2004年5月2日   | ぐるぐる                      |            | 対象外          |
| 2nd  | 2004年10月21日 | はばたく未来/柔らかい風の中で | KICM-3076  | 80位            |
| ※    | 2005年4月27日  | ぼくらの時間                  | KICM-3105  |                 |
| 3rd  | 2005年8月25日  | ちいさなうた                  | EFLA-0002  | 対象外          |
| 4th  | 2005年11月2日  | Idea                          | LACM-4223  | 94位            |
| 5th  | 2006年1月25日  | 恋するココロ                  | LACM-4239  | 51位            |
| 6th  | 2007年4月25日  | Apocrypha                     | LACM-4358  | 46位            |
| 7th  | 2008年1月23日  | リフレクティア                | LACM-4459  | 24位            |
| 8th  | 2009年2月4日   | アネモイ                      | LACM-4568  | 51位            |
| 9th  | 2009年3月18日  | この声が届いたら              | KDSD-00269 | 79位            |
| 10th | 2009年4月22日  | phosphorus                    | LASM-4009  | 27位            |
| 11th | 2009年12月23日 | ディヴィニティ                | KDSD-00324 | 95位            |
| 12th | 2010年5月1日   | 遥かな日々                    | LASM-4053  | 71位            |
| 13th | 2010年10月27日 | 比翼の羽根                    | KICM-3214  | 16位            |
| 14th | 2011年9月21日  | リテラル                      | EFLA-0009  | 対象外          |
| 15th | 2012年2月8日   | プリズム・サイン              | LACM-4906  | 53位            |
| 16th | 2012年7月18日  | パラダイム                    | KICM-3247  | 23位            |
| 17th | 2013年7月2日   | S/N                           | EFLA-0011  | 対象外          |
| 18th | 2014年5月13日  | refionius                     | EFLA-0013  | 対象外          |
| 19th | 2014年10月20日 | sati                          | EFLA-0014  | 対象外          |
| 20th | 2017年10月25日 | ココロニツボミ                | LACM-14667 | 68位            |

### 配信シングル
| 配信開始日     | タイトル  |
| -------------- | --------- |
| 2019年3月20日  | titillate |
| 2022年12月24日 | Tribeca   |

### アルバム
|      | 発売日         | タイトル         | 規格品番    | オリコン 最高位 |
| ---- | -------------- | ---------------- | ----------- | --------------- |
| 1st  | 2003年10月11日 | eufonius         |             | 対象外          |
| 2nd  | 2005年4月27日  | eufonius+        | EFLA-0001   | 対象外          |
| 3rd  | 2006年5月24日  | スバラシキセカイ | KICS-1212   | 100位           |
| 4th  | 2007年1月31日  | Σ                | EFLA-0003   | 233位           |
| 5th  | 2007年12月19日 | metafysik        | LACA-5715   | 74位            |
| 6th  | 2008年6月10日  | メトロクローム   | EFLA-0004   | 61位            |
| 7th  | 2009年7月7日   | ねじまきむじか   | EFLA-0005   | 161位           |
| 8th  | 2009年9月30日  | 碧のスケープ     | LASA-5017   | 55位            |
| 9th  | 2010年4月14日  | ねじまきむじか2  | EFLA-0006   | 対象外          |
| 10th | 2011年5月30日  | bezel            | EFLA-0008   | 対象外          |
| 11th | 2011年10月26日 | アレセイア       | KDSD-00500  | 63位            |
| 12th | 2011年11月23日 | フォノン         | LASA-5108   | 80位            |
| 13th | 2012年7月9日   | ねじまきむじか3  | EFLA-0010   | 対象外          |
| 14th | 2014年1月14日  | frasco           | EFLA-0012   | 対象外          |
| 15th | 2014年8月27日  | 記憶星図         | LACA-15444  | 129位           |
| 16th | 2015年3月11日  | καλυτερυζ        | LACA-9378/9 | 84位            |
| 17th | 2015年7月7日   | ノエシス         | EFLA-0015   |                 |
| 18th | 2016年6月6日   | ソラフルハテ     | EFLA-0016   | 278位           |
| 19th | 2022年9月4日   | chróma           |             | 対象外          |

### 配信アルバム
| 配信開始日    | タイトル |
| ------------- | -------- |
| 2021年3月17日 | Phols    |

### コンピレーション
- 太陽のかけら／ぐるぐる〜Himawari version〜
- ソラ色のつばさ／きらきら
- TVアニメ『sola』イメージソングアルバム Oratorio
  - 2007年8月8日発売 / LACA-5661
  - キミのかたち
    - 作詞：riya / 作曲・編曲：菊地創
- メグメル 〜cuckool mix 2007〜／だんご大家族
- CLANNAD SOUNDTRACK
  - 2007年11月21日発売 / フロンティアワークス / FCCM-0198
  - メグメル frequency⇒e version
    - 劇場版アニメ『CLANNAD -クラナド-』主題歌
    - 作詞：riya / 作曲：eufonius / 編曲：菊地創

  - 小さなてのひら eufonius version
    - 劇場版アニメ『CLANNAD -クラナド-』挿入歌
    - 作詞・作曲：麻枝准 / 編曲：菊地創

  - マルメロ 〜fildychrom〜
    - 劇場版アニメ『CLANNAD -クラナド-』挿入歌
    - 作詞：riya / 作曲・編曲：菊地創
- そして明日の世界より―― IMAGE ALBUM
  - 2007年11月22日発売 / ゲーム予約特典 / ETU-002S2
  - 散歩道
    - 作詞：riya / 作曲・編曲：菊地創

  - 夕空ワルツ
    - 作詞：riya / 作曲・編曲：菊地創
- Tears...for truth 〜true tearsイメージソング集〜
- 空を見上げる少女の瞳に映る世界 Inspired album
  - 2009年3月25日発売 / ランティス / LACA-5881
  - Gebiet
    - テレビアニメ『空を見上げる少女の瞳に映る世界』イメージソング
    - 作詞：riya / 作曲・編曲：菊地創
- “文学少女”と夢現の旋律
  - 2009年8月14日発売 / LZM-2014/5
  - マナ
    - 作詞：riya / 作曲・編曲：菊地創
- PSP版ひまわり COMIC MARKET 77 EDITION
  - 2009年12月29日発売 / SDCR-0028
  - gleaming sky
    - 作詞：riya / 作曲・編曲：菊地創
- true tears キャラクターミニアルバム 〜Nostalgic Arietta〜
  - 2010年4月7日発売 / ランティス / LACA-15020
  - 涙の記憶
    - 作詞：riya / 作曲・編曲：菊地創

  - 肩越しの空
    - 作詞：riya / 作曲・編曲：菊地創
- ひまわり -Pebble in the Sky- Portable オリジナルサウンドトラック
  - 2010年4月23日発売 / SDCR-0030
  - gleaming sky〜cuckool mix〜
    - 作詞：riya / 作曲・編曲：菊地創
- ナルキッソス〜もしも明日があるなら〜 Portable ボーカルアルバム
  - 2010年6月25日発売 / チェンバースレコーズ / SDCR-0031
  - ナルキッソス〜eon〜（ナルキッソス〜もしも明日があるなら〜）
    - 作詞：riya / 作曲・編曲：菊地創

  - Liaison（ナルキッソス〜もしも明日があるなら〜）
    - 作詞：riya / 作曲・編曲：菊地創
- 秋空に舞うコンフェティ オリジナルサウンドトラック
  - 2010年8月27日発売 / 自主製作盤 / EFLA-0007
  - コンフェティ
    - 作詞：riya / 作曲・編曲：菊地創

  - エピローグ
    - 作詞：riya / 作曲・編曲：菊地創

  - 祀龗の丘
    - 作詞：riya / 作曲・編曲：菊地創
- グリザイアの果実 ED主題歌集&サウンドトラック
  - 2011年3月9日発売 / ランティス / LACA-9207〜LACA-9208
  - ホログラフ
    - PCゲーム『グリザイアの果実』榊由美子エンディング主題歌
    - 作詞：riya / 作曲・編曲：菊地創
- My Smile 〜eufonius meets マイの魔法と家庭の日〜
  - 2011年4月6日発売 / LASA-5093
  - キラリクルリ
    - 作詞：riya / 作曲・編曲：菊地創

  - My Smile
    - 作詞：riya / 作曲・編曲：菊地創
- いろとりどりのセカイ オリジナルサウンドトラック
  - 2011年8月10日発売 / ティームエンタテインメント / KDSD-00464
  - アレセイア（Game size ver.）
    - 作詞：riya / 作曲・編曲：菊地創

  - 君に逢えたから
    - 作詞：riya / 作曲・編曲：菊地創
- Heart of Magic Garden
  - 2012年6月27日発売 / ランティス / LACA-15185
  - リフレクティア
    - 作詞：riya / 作曲・編曲：菊地創
- いろとりどりのヒカリ Theme Songs Plus
  - 2012年9月5日発売 / ティームエンタテインメント / KDSD-00576
  - ヒカリ輝くセカイ
    - 作詞：riya / 作曲・編曲：菊地創

  - 永遠のヒカリ 〜Song of love to a blue sky〜
    - 作詞：山本美禰子 / 作曲・編曲：菊地創
- Favorite 10th ANNIVERSARY Vocal Collection
  - 2012年10月31日発売 / ティームエンタテインメント / KDSD-00591
  - アレセイア
    - 作詞：riya / 作曲・編曲：菊地創

  - 君に逢えたから
    - 作詞：riya / 作曲・編曲：菊地創

  - ヒカリ輝くセカイ
    - 作詞：riya / 作曲・編曲：菊地創

  - 永遠のヒカリ 〜Song of love to a blue sky〜
    - 作詞：山本美禰子 / 作曲・編曲：菊地創
- アンチェインブレイズ エクシヴ VOCAL COLLECTION
  - 2012年11月28日発売 / ティームエンタテインメント / KDSD-00601
  - プレティオラ
    - 作詞：riya / 作曲・編曲：菊地創
- いますぐお兄ちゃんに妹だっていいたい! ボーカルアルバム
  - 2013年3月27日発売 / ランティス / LACA-15283
  - 桜色
    - 作詞：riya / 作曲・編曲：菊地創
- 恋旅〜True Tours Nanto〜 音楽集
  - 2013年5月24日発売 / ランティス / LZM-2101（南砺市限定版）・LZM-2102
  - sympathetic world
    - 作詞：riya / 作曲・編曲：ただすけ

  - 君の引力 
    - 作曲・作詞：riya / 編曲：ただすけ

  - Paslaptis
    - 作詞・作曲：riya / 編曲：bermei.inazawa
- HOOKSOFT Vocal Collection My Smile Pocket
  - 2014年6月26日発売 / HOOKSOFT / LPTN-0016
  - LovelySmile
    - 作詞：riya / 作曲・編曲：菊地創
- 紅い瞳に映るセカイ Original Soundtrack Plus Plus
  - 2015年12月27日発売
  - glowing world ～輝きの、セカイへ～
    - 作詞：riya / 作曲・編曲：菊地創

  - アレセイア～crimson ver.～
    - 作詞：riya / 作曲・編曲：菊地創

  - 君に逢えたから -World's end love will last forever-
    - 作詞：riya / 作曲・編曲：菊地創
- はじまりのおと
  - 2016年2月14日発売 / ポリアンナグラフィックス / PGCD-0002
  - はじまりのおと
    - 作詞：riya / 作曲・編曲：菊地創

  - SMILE! SMILE! FINE!
    - 作詞：riya / 作曲・編曲：菊地創

### DVD
- 双恋 LIVE〜バレンタインパニック〜（2005年6月22日、ゲスト出演映像収録）
- ビジュアルアーツ大感謝祭LIVE 2012 in YOKOHAMA ARENA〜きみとかなでるあしたへのうた〜

## 提供
- 白石涼子
  - 流れる雲を追いかけて
- ヒナノ（伊藤静）
  - デリデリ×スタイル
- ミズキ（辻あゆみ）
  - wish
- 野中藍
  - ゆきなみき
- 高垣彩陽
  - 光のフィルメント
- 山口理恵
  - 響鳴のカルディエラ
- 釘宮理恵
  - forêt noire
  - wonder
- 秦佐和子
  - 最後の夏
- 久保田梨沙
  - 反転カラフル
- marble
  - エルピーダ
- 花見月舞衣
  - 悪魔と天使の羽根

## 出演
- frequency-e